# Gardneria angustifolia
Gardneria angustifolia är en tvåhjärtbladig växtart som beskrevs av Nathaniel Wallich. Gardneria angustifolia ingår i släktet Gardneria och familjen Loganiaceae. Inga underarter finns listade i Catalogue of Life.